# تأثير ألفا

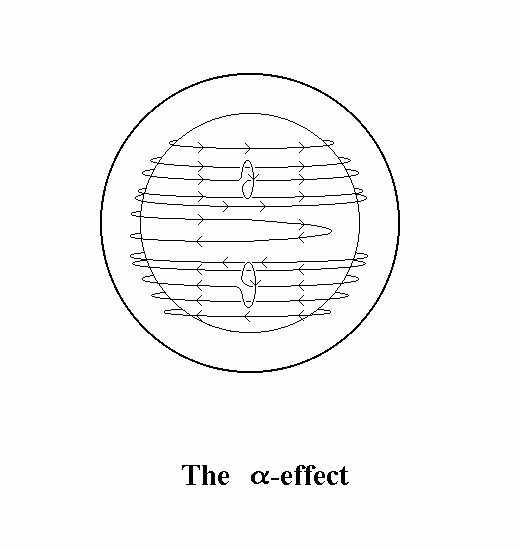

يُعرف تأثير ألفا بأنه زيادة محبة النواة (النيوكليوفيليّة) للذرّة بسبب وجود ذرة مجاورة التي تُعرف ب(ألفا) مقترنة بزوج وحيد من الإلكترونات. لا تُظهِر هذه الذرة الأولى بالضرورة قاعدية متزايدة مقارنة بذرة مماثلة دون إلكترون مجاور متبرّع بالذرة وقد دعمت العديد من النظريات هذا التأثير وشرحته ولكن لم تبرُز نظريّة حاسمة.
لاحظ جينكس وكاريولو هذا التأثير أول مرة في عام 1960  من خلال سلسة من التجارب الحركيّة الكيميائيّة التي تضمنّت تفاعل الإستر المسمّى بي نيتروفينيل أسيتات مع عدد من النيوكليوفيلات.اُكتُشِف أن النيوكليوفيلات المنتظمة كأنيون الفلورايد والأنيلين والبيريدين والإيثيلين ديامين وأيون الفينولات تمتلك معدّلات شبه تفاعل من الدرجة الأولى المتوافقة مع قاعديتها كما قيست عن طريق اللوغاريتم (الأسيس في الرياضيّات) السالب الخاصّ بها للتفكّك الحمضي ولكن تفاعلت نيوكليوفيلات أخرى أسرع من المتوقع بالاعتماد فقط على هذا المعيار وتتضمن تلك النيوكليوفيلات، الهيدرازين والهيدروكسيلامين وأيون الهايبوكلوريت وأنيون الهايدروبيروكسايد.
أول من أتى بمسمّى تأثير ألفا لهذه الظاهرة الشاذّة هما إدواردز وبيرسون عام 1962 (بيرسون هو صاحب نظرية الأحماض والقواعد الليّنة والقاسية) وقد اقترح أنّ سبب التأثير كان تأثيراستقرار الحالة الانتقالية: أي أنّه عندما يدخل الزوج الإلكتروني الحر الموجود على النيوكليوفيل إلى الحالة الانتقاليّة فإنّه سيتحرك بعيدًا عن النواة مسببّا شحنة جزئية موجبة التي يمكن أن تصبح مستقرّة عن طريق زوج وحيد مجاور كما يحدث في أي كاتيون كربونيّ مثلا.
ظهرت على مرّ السنين العديد من النظريات الإضافيّة التي حاولت شرح هذا التأثير منها ما يفترض تأثير الاختلال للحالة الأرضية أن زوج الألفا الوحيد وزوج الإلكترون النيوكليوفيلي يخِّلاّن توازن بعضهما من خلال تنافر الالكترونات (أي التفاعل بين غلافين ممتلئين لذرتين) وبذلك ينخفض حاجز التنشيط عن طريق زيادة طاقة الحالة الأرضية وجعلها أكثر تفاعليّة. يعتبر استقرار الحالة الانتقالية ممكنًا عند حصول الحالة الانتقالية على صيغة جذرية حرة أو بالافتراض أن الحالة الإنتقالية تملك تكويناً رابطيّاً متطوّراً للركيزة النيوكليوفيلية.كما تؤدي استقطابية النيوكليوفيل أو تدخّل التحفيز بين الجزيئات إلى دور أيضاً. أظهرت مساهمة حديثة تنتمي لمجال ( في السيليكون) وجود ارتباط بين تأثير ألفا وما يسمّى بطاقة التشوّه التي تُعتبر الطاقة الالكترونية المطلوبة لضمّ المفاعلان معاً في الحالة الانتقالية.
يعتمد تأثير ألفا أيضا على المذيب لكن ليس بطريقة متوقعة، أي أنه بإمكانه أن يزيد أو ينقص مع تركيبة المذيب المختلطة أو قد يصل حتى للحد الأقصى. لوحظ على أقل تقدير في بعض الحالات اختفاء تأثير ألفا إذا أُجرِيَ التفاعل في الحالة الغازية مؤديًا بذلك إلى استنتاج البعض أن هذا التأثير هو تأثير التذاوب في المقام الأول. 